# Ornithoteuthis
Ornithoteuthis Okada, 1927 è un genere di molluschi cefalopodi appartenente alla famiglia Ommastrephidae. Si tratta dell'unico genere inserito nella sottofamiglia Ornithoteuthinae.

## Descrizione
Questi calamari hanno mantello allungato e affuslato, terminante posteriormente in una coda sottile, allungata e appuntita. Le pinne sono lunghe e strette, terminanti con una lunga punta acuta; sono lunghe tra il 50 e il 60% e larghe tra il 45 e il 52% della lunghezza totale del mantello. La clava tentacolare non è molto espansa. Sul dattilo, ovvero la parte distale della clava tentacolare, le ventose sono piccole e disposte in quattro serie. Sulla mano, la parte mediana della clava, le ventose più grandi portano da 15 a 25 denti tutti uguali. Non vi sono fotofori esterni, nell'adulto è presente solo una strisca luminescente rosea lungo la linea mediana dei visceri, nelle paralarve invece è presente un fotoforo rotondeggiante nella zona ventrale di ogni globo oculare e due fotofori sempre di forma rotonda sulla superficie ventrale dell'intestino. Il quarto braccio destro, molto raramente il sinistro, nel maschio è trasformato in ectocotile. Nel primo paio di braccia ci sono da 25 a 30 paia di ventose.
La taglia massima nota è di 31 cm di lunghezza del mantello.

## Distribuzione e habitat
Sono diffusi nei mari tropicali e limitatamente subtropicali del mondo. Le due specie sono diffuse una nell'oceano Atlantico (O. antillarum) e una nell'Indo-Pacifico (O. volatilis). Non sembrano essere abbondanti in nessun luogo.
.
Sono cefalopodi pelagici, gli adulti si trovano solitamente nelle zone epipelagica inferiore e mesopelagica ma possono raggiungere il piano batiale. I giovanili e le paralarve sono tipicamente incontrati nella zona epipelagica.

## Pesca
Nonostante che le caratteristiche della carne e della taglia li rendano potenzialmente interessanti per la pesca le popolazioni sono troppo sporadiche per essere sfruttate.

## Tassonomia
Il genere comprende 2 specie::
- Ornithoteuthis antillarum Adam, 1957
- Ornithoteuthis volatilis Sasaki, 1915